# Stay Down
Stay Down è un singolo del rapper statunitense Lil Durk, del cantante statunitense 6lack e del rapper statunitense Young Thug, pubblicato il 30 ottobre 2020 come secondo estratto dal sesto album in studio di Lil Durk The Voice.

## Video musicale
Il video musicale, diretto da Collin Fletcher e Nick Vernet, è stato pubblicato in concomitanza con l'uscita del singolo.

## Tracce
Testi e musiche di Durk Banks, Ricardo Valentine, Jeffery Williams, Dwan Avery e Leland Wayne.
1. Stay Down – 2:49

## Classifiche
| Classifica (2020) | Posizione massima |
| ----------------- | ----------------- |
| Stati Uniti       | 92                |